# Newtonia buchananii
Newtonia buchananii är en ärtväxtart som först beskrevs av John Gilbert Baker, och fick sitt nu gällande namn av Georges Charles Clément Gilbert och Raymond Boutique. Newtonia buchananii ingår i släktet Newtonia och familjen ärtväxter. Inga underarter finns listade i Catalogue of Life.